# Henriette van den Boorn-Coclet
Henriette van den Boorn-Coclet (Lieja, Bèlgica, 15 de gener - 6 de març de 1945) fou una compositora belga.
Feu els seus estudis de piano i composició en la seva ciutat natal i en el Conservatori de Brussel·les. Professora d'harmonia en el Conservatori de Lieja, ocupà un lloc distingit entre els músics del seu país.
De les seves obres, sòlidament construïdes i d'una factura molt moderna, van merèixer especials elogis de la crítica belga i francesa la cantata Calirrhoe, un Andante symphonique per a orquestra, una Simfonia en tres temps, el poema simfònic Renouveau, una Serenade per a violoncel i piano i una Sonata per a violí, premiada en concurs públic a París el 1907. També va compondre una col·lecció de melodies par a cant i piano i diverses obres per aquest últim instrument.